# Епитафи на Вртском гробљу у Дучаловићима
Епитафи на Вртском гробљу у Дучаловићима представљају значајна епиграфска сведочанства и чине поуздане родбинске податке преузете са очуваних надгробника на старом гробљу фамилије Ковачевића у истоименом засеоку у Подовчару у Дучаловићима, Општина Лучани.

## Вртско гробље
У горњем делу села Дучаловића - Подовчару, на потесу званом Врта, налази се мало напуштено гробље фамилије Ковачевић. У прошлости гробље имало већи број споменика, али су они развлачени и коришћени као грађевински материјал. Родоначелник фамилије Ковачевић, Давид, са многобројном породицом доселио се у Дучаловиће у време Првог српског устанка, што упућује и на време формирања гробља. На најстаријем сачуваном надробнику Василије Ковачевић (†1817) забележен је податак о епидемији куге која је харала овим крајевима почетком 19. века.

## Епитафи
Споменик Василији Ковачевић (†1817)
Овај Биљег Подиже Богосав и Добросав
својој матери Василии
жена Милосава Ковачевића.
Умерје од куге 1817. лета

Споменик Госпави Ковачевић (†18??)
Овде почива Раб Божи
ГОСПАВА
супруга Рад(о)ва К(овачевића)
а кћи Тови(ла) из Врн(чана)
Живи 25 л(ета).

Споменик Јовану Ковачевићу (†1849)
Овде почива р:Б:
ЈОВАН Ковачевић
поживи 24. Го:
а умре 14: Декембрија 1849 лет.
Оваи Биљег воздиже
Добросав Ковачевић оц его

Споменик Ивану Ковачевићу (†1850)
Овде почива раб Божи
ИВАН Ковачевић
житељ Дучаловскиј
Поживи 86. Го:
Преста: 16 декевра 1850. лета